# 習志野市秋津球場
習志野市秋津球場（ならしのしあきつきゅうじょう）は、千葉県習志野市にある野球場である。習志野市秋津総合運動公園の中に存在する。

## 施設概要
京葉道路に沿ってJR南船橋駅近くからJR新習志野駅まで線路の北沿いに設けられた習志野緩衝緑地内の秋津総合運動公園の中にある。習志野市が所有し、管理・運営は習志野市スポーツ振興協会が行っている。夏の甲子園千葉県予選大会を始め、高校野球では頻繁に利用されるが、大学野球は新習志野駅南口にある千葉工業大学新習志野キャンパス内の千葉工大茜浜校地運動場にて千葉県大学リーグの公式戦が開催される関係で、この球場が使用されることはない。硬式野球としてはもっぱら高校野球で用いられている。また、日本女子ソフトボール機構の主催する公式戦の会場としても使用されている。2018年に神奈川県茅ヶ崎市に本社を置く第一カッター興業が命名権を取得しており、同年4月1日から「第一カッター球場」の呼称を用いている。また、年に1～2回千葉ロッテマリーンズ主催のイースタン・リーグ（二軍）公式戦が実施されている。

## 基本データ
- 所在地： 千葉県習志野市秋津3-7-2
- アクセス： JR新習志野駅から徒歩5分、JR津田沼駅から京成バス「新習志野駅行き」で「秋津運動公園前」下車、徒歩5分
- フィールドサイズ： 両翼92m、中堅122m
- フィールド： 内野=土、外野=天然芝
- 収容人員： 公称10,000人
- スタンド： 内野=ベンチ・天然芝、外野=天然芝（スタンドには屋根なし）
- スコアボード： LED式電光表示板
- 照明塔： なし（老朽化により2021年度中に照明6基を撤去[2]）

## プロ野球開催実績
ファーム
- 2018年9月16日 イ・ロッテ 5-2 日本ハム 観衆1511人
- 2019年5月11日 イ・ロッテ 13-8 ヤクルト 観衆3411人